# Франко-сирійська війна
Франко-сирійська війна 1920 року (араб. الحرب السورية الفرنسية‎, фр. Guerre franco-syrienne) — збройний конфлікт між французькими військами і сирійцями в ході окупації першими території країни за Севрським договором з санкції Ліги Націй.

## Історія

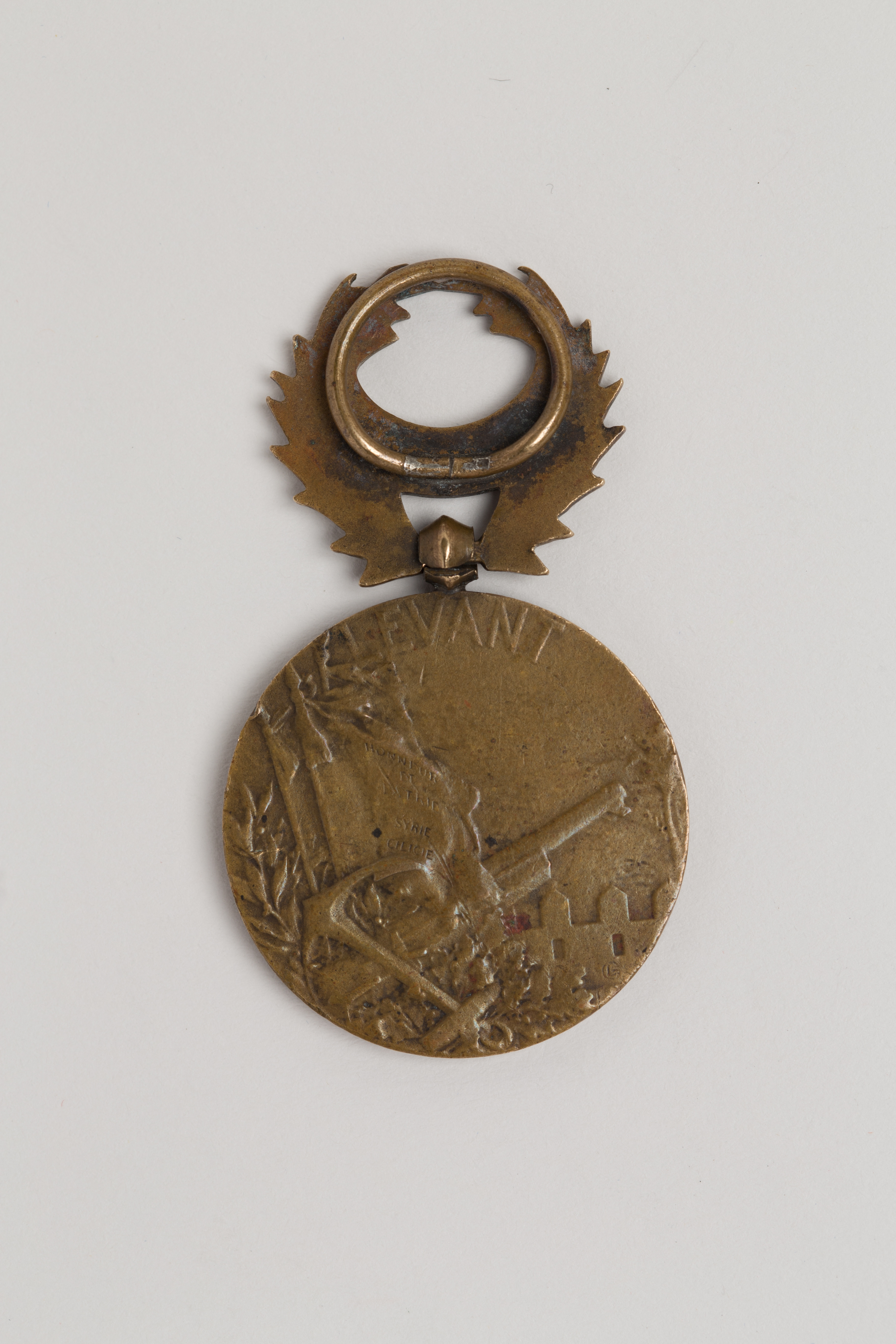
Французька медаль, яка видавалася воякам за участь у даному конфлікті (задня сторона)

8 березня 1920 року була проголошена незалежність Сирійського королівства. Однак, 25 квітня 1920 року Верховна рада союзних держав розпорядилася територіями, що раніше належали Османській імперії, наступним чином: мандати на управління Месопотамією і Палестиною передані Великій Британії, а мандати на управління Сирією та Ліваном — Франції. Обурення сирійців відвертою французькою окупацією вилилося в ряд військових зіткнень у травні-липні 1920 року, в яких інтервенти завдяки своїй військово-технічній перевазі взяли гору. 21 липня 1920 року в Сирії король Фейсал I визнає мандат Франції на управління цією країною. 25 липня 1920 року французькі війська окупують Дамаск. Король Фейсал залишає межі країни.
1 грудня Сирія офіційно була проголошена підмандатною територією Франції.

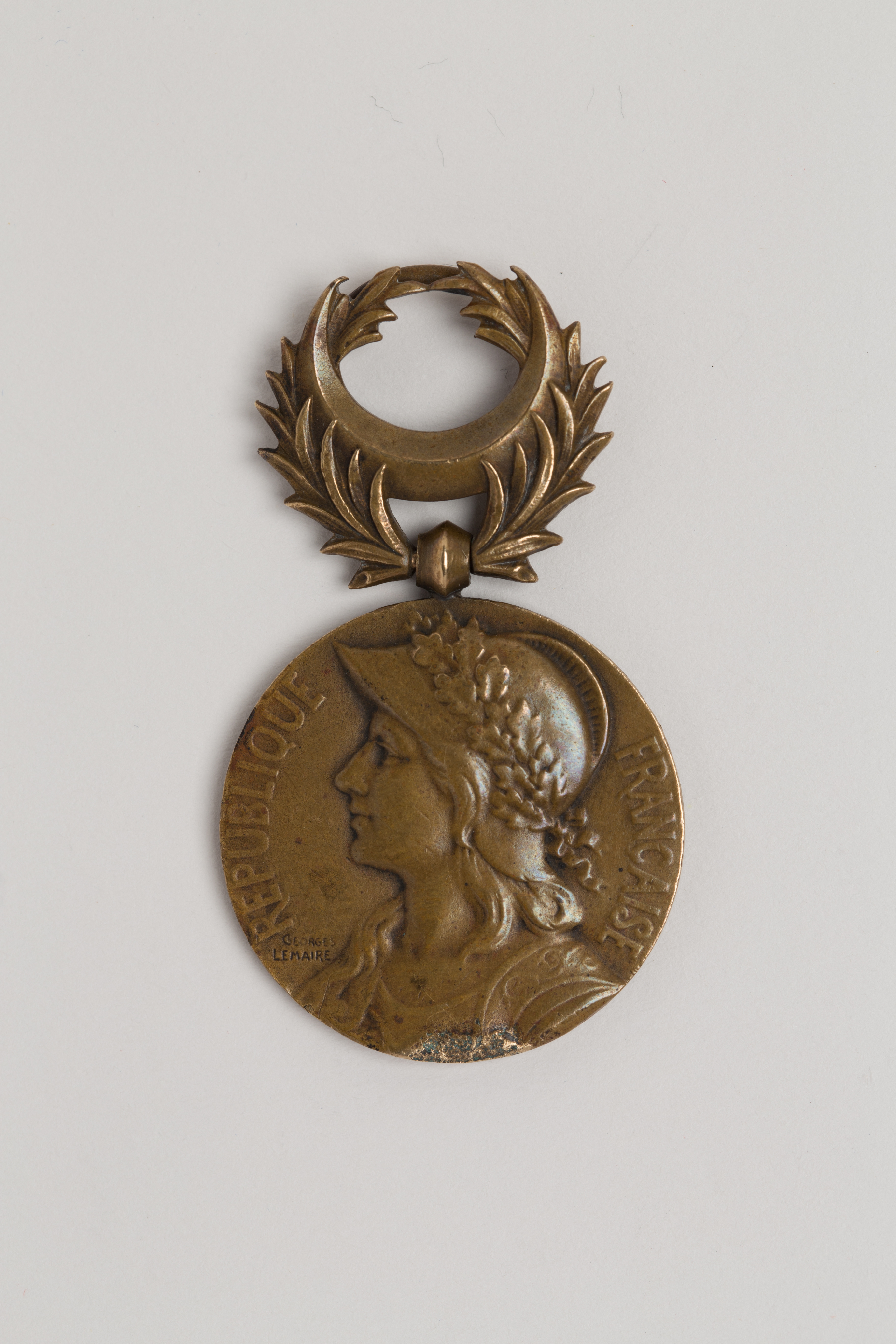
Французька медаль, яка видавалася воякам за участь у даному конфлікті (передня сторона)

1. ↑  One. Prelude to Mandate. Syria and the French Mandate. Princeton University Press. 31 грудня 1989. с. 27—43.